# Tall Girl
Série
Tall Girl 2
(2022)
Pour plus de détails, voir Fiche technique et Distribution.
Tall Girl ou Une fille à la  hauteur au Québec, est une comédie romantique américaine sortie le 13 septembre 2019 sur Netflix, réalisée par Nzingha Stewart (en) et tirée d'un scénario de Sam Wolfson.
Une suite du film, intitulée Tall Girl 2 est sortie en 2022.

## Synopsis
Jodi Kreyman est la plus grande fille du lycée et ses camarades n'hésitent pas à le lui rappeler tous les jours. Après des années de moqueries, elle décide de se libérer de ses complexes et d'enfin prendre confiance en elle lorsqu'un bel étudiant étranger arrive à l'école…

## Distribution
- Ava Michelle (VF : Lauryanne Philippe) : Jodi Kreyman
- Griffin Gluck (VF : Benjamin Bollen) : Jack Dunkleman
- Luke Eisner (VF : Aurélien Raynal) : Stig
- Sabrina Carpenter (VF : Valérie Bescht) : Harper Kreyman
- Paris Berelc (VF : Océane Gomez) : Liz
- Steve Zahn (VF : Vincent Ropion) : Richie Kreyman
- Angela Kinsey (VF : Catherine Cipan) : Helaine Kreyman
- Anjelika Washington (VF : Mélina Mariale) : Fareeda
- Clara Wilsey (VF : Anaïs Delva) : Kimmy
- Rico Paris (VF : Bastien Bourlé) : Schnipper